# Grumman OV-1 Mohawk
Grumman OV-1 Mohawk – amerykański samolot rozpoznania i obserwacji pola walki o właściwościach krótkiego startu i lądowania (STOL) wyprodukowany przez firmę Grumman pod koniec lat 50.

## Historia
Historia OV-1 sięga połowy lat 50. XX wieku, kiedy US Army i US Marine Corps wspólnie poszukiwały nowego samolotu o właściwościach STOL, mogącego operować z gruntowych pasów startowych, będącego platformą nośną dla systemów rozpoznania i obserwacji pola walki a mającego zastąpić używane do tej pory maszyny Cessna L-19/O-1 Bird Dog. W czerwcu 1956 roku armia wydała specyfikację techniczną TS145 opisującą warunki jakie musi spełniać nowa maszyna.
Wytwórnia Grumman zaproponowała samolot oznaczony jako G-134 napędzany dwoma silnikami turbinowymi Lycoming T53-L-3 o mocy 708 kW każdy. Pierwszy prototypowy samolot z dziewięciu wybudowanych, oznaczony jako YAO-1A wzniósł się w powietrze 14 kwietnia 1959 roku. W międzyczasie piechota morska wycofała swoje zainteresowanie samolotem, który w wersji przeznaczonej dla niej miał mieć oznaczenie OF-1. Dalsze prace kontynuowane były nad samolotem przeznaczonym na użytek armii. Samolot charakteryzował się bardzo dobrymi właściwościami i został skierowany do produkcji seryjnej pod oznaczeniem AO-1. Wyprodukowano 64 egzemplarze tej wersji a w 1962 roku zmieniono jej oznaczenie na OV-1A.
Samolot przenosił na swoim pokładzie aparaty fotograficzne KA-60 i KA-30 do wykonywania zdjęć w dzień, a po wystrzeleniu flar oświetlających teren również podczas nocy. U nasady skrzydeł podczepiane były dwa pojemniki po 52 flary każdy. Kolejna wersja samolotu OV-1B miała podwieszany pod kadłubem radar obserwacji bocznej (SLAR – Side Looking Airborne Radar) APS-94, system transmisji danych AKT-16, powiększoną o 1,79 m (niektóre źródła podają 1,83 m) rozpiętość skrzydeł oraz usunięte hamulce aerodynamiczne zamontowane na kadłubie za skrzydłami, nowe, wyrzucane, opancerzone fotele Martin-Baker Mk J5.
W późniejszym okresie zastosowano również mocniejsze silniki Lycoming T53-L-15. Równolegle z wersją B produkowano wariant OV-1C z mniejszą rozpiętością skrzydeł niż wariant A oraz z systemem rozpoznania w podczerwieni UAS-4 podwieszany na końcu kadłuba samolotu. Zbudowano 133 maszyny w wersji C. Wszystkie zbudowane do tej pory wersje samolotu wzięły udział w działaniach bojowych podczas konfliktu w Wietnamie, samoloty OV-1B i OV-1C latały w parach, uzupełniając się nawzajem.
W maszynach wersji OV-1D powrócono do dużej rozpiętości, którą zmniejszono w wersji C oraz dodano możliwość montowania wymiennie obydwu zestawów urządzeń rozpoznawczych, zarówno radaru obserwacji bocznej jak i po trwającej mniej niż godzinę wymianie, systemu rozpoznania w podczerwieni. Zamontowano również mocniejszy silnik Lycoming T53-L-701. Wybudowano 37 nowych samolotów w wariancie D oraz przebudowano 108 (niektóre źródła podają 72) maszyn z wariantów B i C na wersję D. W 1974 (niektóre źródła podają 1976) roku dwa samoloty OV-1D zostały zakupione przez Izrael.
Na początku lat 70. OV-1 zostały przystosowane do wypełniania nowych zadań w zmieniających się warunkach pola walki, rozpoznawania i zakłócania radioelektronicznego. Samoloty OV-1C zostały przebudowane w ramach programu Quick Look I do wersji RV-1C, na których zamontowano urządzenie ALQ-133 podwieszane pod skrzydłem, którego zadaniem było wykrywanie i monitorowanie wrogich emisji radiolokacyjnych. Podobnie postąpiono z 36 samolotami wersji D, tworząc w ramach programu Quick Look II wariant RV-1D, który wyposażono w zmodernizowaną aparaturę AN/ALQ-133.

## Wersje
- YAO-1A – prototyp
- OV-1A – wersja obserwacyjna US Army
- OV-1B – wersja z radarem SLAR
- OV-1C – wersja z systemem obserwacji w podczerwieni
- OV-1D – wersja z możliwością wymiennego montowania systemów SLAR i obserwacji w podczerwieni
- JOV-1A – wersja przystosowana do przenoszenia uzbrojenia w postaci niekierowanych rakiet powietrze-ziemia, bomb lub zasobników strzeleckich
- RV-1C – wersja rozpoznania radioelektronicznego
- RV-1D – wersja rozpoznania radioelektronicznego